# Gleb Nikolajewitsch Sachodjakin
Gleb Nikolajewitsch Sachodjakin (russisch Глеб Николаевич Заходякин; * 7. Juli 1912 in Warschau; † 6. März 1982 in Moskau) war ein sowjetischer Schachkomponist. Von Beruf war er Funktechniker.

## Schachkomposition
Seit 1929 veröffentlichte er mehr als 100 Schachstudien, hauptsächlich Miniaturen und beinahe ebenso viele Schachaufgaben unterschiedlicher Art. 25 seiner Kompositionen erhielten Auszeichnungen, acht einen ersten Preis. Seine Kompositionen zeichnen sich durch Partienähe aus. Einige von Sachodjakins Studien unterstützten die Entwicklung der Endspieltheorie. Sein bevorzugtes Genre war die Miniatur.
|   | a | b | c | d | e | f | g | h |   |
| 8 |   |   |   |   |   |   |   |   | 8 |
| 7 |   |   |   |   |   |   |   |   | 7 |
| 6 |   |   |   |   |   |   |   |   | 6 |
| 5 |   |   |   |   |   |   |   |   | 5 |
| 4 |   |   |   |   |   |   |   |   | 4 |
| 3 |   |   |   |   |   |   |   |   | 3 |
| 2 |   |   |   |   |   |   |   |   | 2 |
| 1 |   |   |   |   |   |   |   |   | 1 |
|   | a | b | c | d | e | f | g | h |   |

Lösung:

1. g6–g7+ Sf5xg7 Auf 1. … Kg8 folgt einfach 2. Sg4 

2. Se5–f7+ Kh8–g8 

3. Lf8–c5! f2–f1D 

4. Sf7–h6+ Kg8–h8 

5. Lc5–d6! Df1–e1 Weißer Bauer und Läufer sind durch die Springergabel auf f7 indirekt gedeckt.

6. Ld6–e5! Die schwarze Dame allein kann ein Matt nicht erzwingen, also Remis.

## Weblink
- Kompositionen von Gleb Sachodjakin auf dem PDB-Server

| Personendaten    | Personendaten                         |
| ---------------- | ------------------------------------- |
| NAME             | Sachodjakin, Gleb Nikolajewitsch      |
| ALTERNATIVNAMEN  | Заходякин, Глеб Николаевич (russisch) |
| KURZBESCHREIBUNG | sowjetischer Schachkomponist          |
| GEBURTSDATUM     | 7. Juli 1912                          |
| GEBURTSORT       | Warschau                              |
| STERBEDATUM      | 6. März 1982                          |
| STERBEORT        | Moskau                                |